# Malene Hauxner
Malene Hauxner (* 18. September 1942 in Frederiksberg; † 18. Januar 2012 ebenda) war eine dänische Landschaftsarchitektin, Autorin, Pädagogin und Professorin für Theorie, Methode und Geschichte an der Königlichen Veterinär- und Landwirtschaftsuniversität (KVL).

## Leben
Hauxner wurde als Tochter von Jørgen Bo und Gerda Rigmor Boisen Bennike geboren. Sie studierte Landschaftsarchitektur und schloss ihr Studium 1968 an der Königlich Dänischen Akademie der Schönen Künste, Hochschule für Architektur (Det Kongelige Danske Kunstakademis Skoler for Arkitektur, Design og Konservering) ab.
Im Jahr 1993 promovierte sie mit einer Arbeit über die moderne dänische Gartenkunst und Landschaftsarchitektur in der ersten Hälfte des 20. Jahrhunderts mit einem Schwerpunkt auf den Werken von Gudmund Nyeland Brandt zum ersten Doktor für Landschaftsarchitektur (Dr. agronomiae) in Dänemark. 
Ab 1975 arbeitete sie als Dozentin und Assistenzprofessorin für Einzelhandelsplanung. 2005 wurde sie Professorin mit dem Arbeitsfeld Geschichte und Theorie der Landschaftsarchitektur an der KVL. Im Rahmen dessen war Hauxner bis zu einer Erkrankung 2010 die treibende Kraft hinter einer internationalen Symposien-Reihe World in Denmark, die Wissenschaftler und Praktiker aus dem Bereich der Landschaftsarchitektur zusammenbringen.
Parallel gründete sie 1979 ihr eigenes Büro für Landschaftsplanung. 1991 wurde sie Partnerin und Direktorin von Tegnestuen Domus ApS und verantwortlich für eine Reihe von preisgekrönten Projekten, darunter der Friedhof von Skovlunde Sogn, für den sie 1997 den Architekturpreis der Ballerup Kommune erhielt.
Sie genoss einen Ruf als konkurrenzlose Analytikerin der Landschaftsarchitektur im Kontext des Durchbruchs und der nachfolgenden Transformationen der Moderne. Ihr erstes Buch Fantasiens Have („Garten der Phantasie“) wurde auf Basis ihrer Dissertation 1995 veröffentlicht und betrachtet den frühen Durchbruch der Moderne in den 1930er Jahren, während ihr im Jahr 2000 veröffentlichtes Buch Med himlen som loft („Mit dem Himmel als Decke“) den zweiten Durchbruch der Moderne zwischen 1950 und 1970 behandelt. Ein dritter Band Fra naturlig natur til supernatur („Vom Natürlichen zum Übernatürlichen“) geht über die Zeit von 1970 bis in die 2000er Jahre.
Hauxner erhielt 2003 den Nykredits Arkitekturpris und 2004 die N. L. Høyen-Medaille der Königlich Dänischen Akademie für herausragende Leistungen in der Forschung, Interpretation oder Verbreitung der bildenden Künste.
Sie starb 2012 nach langer Krankheit in einem Hospiz in ihrer Heimatstadt Frederiksberg.

## Werke
- Fantasiens Have – Det moderne gennembrud i havekunsten og sporene i byens landska. Arkitektens Forlag, Kopenhagen 1993, ISBN 978-87-7407-131-0.
- Med himlen som loft - det moderne gennembruds anden fase 1950-1970 - bygning og landskab, rum og værker, byens landskab. Arkitektens Forlag, Kopenhagen 2003, ISBN 978-87-7407-257-7.
- Fra naturlig natur til supernatur - europæisk landskabsarkitektur 1967-2007 set fra Danmark. Ikaros Academic Press, Aarhus 2010, ISBN 978-87-92614-04-9.

Beiträge in Sammelwerken und Periodika (Auswahl)
- Garden and Building. Modern Danish Garden Art, 1940-1960. Home and Garden. In: OASE. Band 55, 2001, S. 39–63 (oasejournal.nl).
- The Memory of Arcadia. Domestic Nature. In: OASE. Band 56, 2001, S. 9–14 (oasejournal.nl).
- Entweder/oder, weniger und mehr – wie Formen und Ideen wandern. In: Landscape Arcitecture Europe (= Fieldwork. Band #1). Birkhäuser, Zürich 2006, ISBN 978-3-7643-7507-2, S. 44–53.